# 립 모션

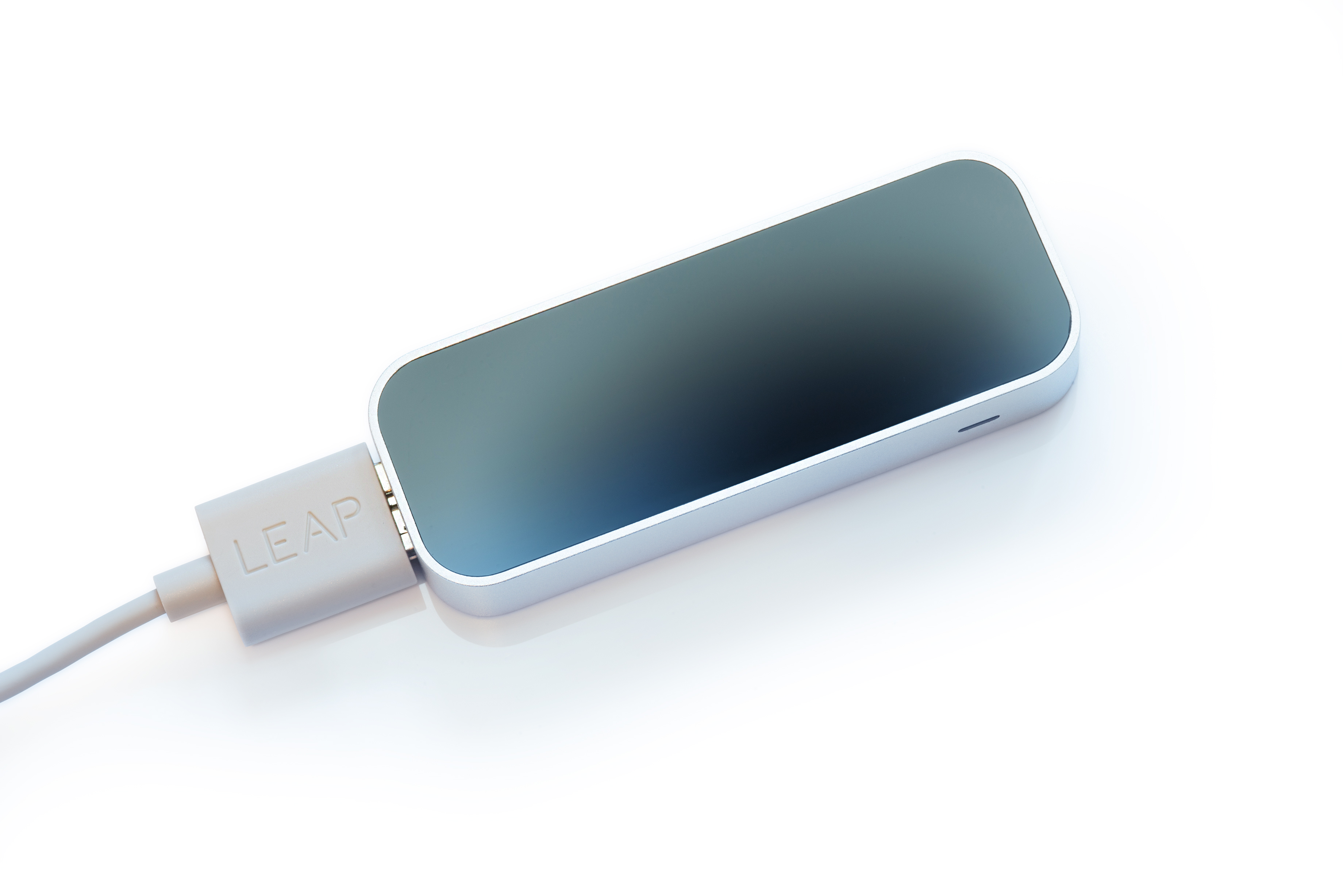
립 모션 컨트롤러

립 모션(Leap Motion, Inc., 구 OcuSpec Inc.)는 마우스와 유사하지만 손 접촉이나 접촉이 필요하지 않은 손과 손가락 동작을 입력으로 지원하는 컴퓨터 하드웨어 센서 장치를 제조 및 판매한 미국 회사였다. 2016년에 회사는 가상 현실에서 손 추적을 위해 설계된 새로운 소프트웨어를 출시했다. 이 회사는 2019년 영국 회사 울트라햅틱스(Ultrahaptics)에 매각되었으며, 울트라햅틱스는 두 회사의 브랜드를 울트라립(Ultraleap)으로 변경했다.

## 파트너십
립 모션은 2013년 말에 이 기술을 탑재한 고급 노트북과 올인원 PC(AIO PC)를 출시할 것으로 예상되는 에이수스와 제휴했다. 립 모션은 또한 HP 컴퓨터에 해당 기술을 내장하기 위해 휴렛 팩커드와 계약을 발표했다. 2013년 12월에는 립 모션이 키보드와 노트북을 포함한 11개의 HP 장치에 내장될 것이라고 보고되었다.
립 모션은 베스트 바이, 뉴에그 및 아마존닷컴과 소매 파트너십을 형성했다. 립 모션 컨트롤러는 호주와 뉴질랜드의 딕 스미스(Dick Smith)에서 판매되었다.